# Веда Словена
„Веда словена: Български народни песни от предисторическата и предхристиянската епоха“ (на руски: Веда Словенахъ) е сборник с народно песенно творчество публикуван от босненския хърватин Стефан Веркович в два тома през 1874 г. и през 1881 г. Съдържанието на сборника е представено за пръв път през май 1867 г. на Първата всеруска етнографска изложба в Москва, където предизвиква сензация, тъй като претендира че показва културно наследство от югозападните Родопи, наличие на митологеми и исторически спомени от предхристиянски времена. Селата, в които са събирани песните и преданията, са основно в Татарпазарджишката каза (Селча, Чавдарли, Касакли, Доспат, Цицюво, Плетена) и в Неврокопската каза (Джиджево, Теплен, Крушево, Карабула, Долно Дряново, Рибница, Абланица, Лъжен, Фъргова).
Песните от сборника са предоставени на Веркович от българина Иван Гологанов от село Търлис, Неврокопско, който твърди, че ги е записвал в продължение на 12 години. Двата тома на „Веда Словена“ включват 23 809 стиха. Изложените в сборника умотворения са с необикновена тематика и съдържание – говорят за езически богове, свръхестествени същества, митологически герои, древни царе и господари, съдържат знания, спомени, формирани далеч преди ислямизацията на помаците, но и преди християнизацията на болгарския (дунавски) народ. 
Сензационното съдържание на „Веда Словена“ става повод за възникването на научен спор, полемики по който съществуват и днес. Редица учени като Константин Иречек, Иван Шишманов и Михаил Арнаудов смятат, че в действителност сборникът е мистификация, като в подкрепа на това твърдение съществуват различни аргументи. Спора започва френският славист Луи Леже през 1873 г. Поводът е научна анкета от френските учени Албер Дюмон и Огюст Дозон, свързана с предварителна публикация „Древняя болгарская песня об Орфее“ (с превод на руски от Райко Жинзифов) през 1867 г. в Москва. След издаването на двата сборника от Веркович конфронтацията се задълбочава от двата предговора, в които публикуваните песни и предания са квалифицирани като сензационно откритие на епос, съхранил верски представи и обредни реликти, представящи славянските болгарски народи като носители на етнокултура, по-стара от ведическата. Този възглед е близък до мнението на българския романтичен националист Георги Раковски, че древните българи са носителите на санскрит, но славата им бива приписана погрешно на други народи. Подозренията за автентичноста на текстовете се засилват, след като става известен събирачът, записал голяма част от песните – учителят Иван Гологанов, учил в гръцко училище, имащ известни познания по митология, вероятно запознат и с трудовете на Раковски. Тази версия е подкрепена от българския литературен историк, критик и фолклорист академик Петър Динеков (1910 – 1992).
Фототипното издание на „Веда Словена“ през 1980 година става основа за нова дискусия сред литератори фолклористи като Кръстьо Куюмджиев, Владимир Свинтила, Никола Георгиев, Михаил Неделчев, Илия Конев, Невена Стефанова, Стефан Елевтеров, Тодор Ризников, Тадеуш Шишмански, Тодор Балкански и др. След дългосрочно анкетиране в Родопите Тодор Ризников изразява убеждение в автентичността на песните. През 1991 г. се появява монографията на Иван Богданов „Веда Словена и нашето време“, която е най-сериозният опит да бъде доказана автентичността на цикъла.

## Други
На „Веда Словена“ е наречена улица в квартал „Драгалевци“ в София (Карта).